# Trix Records
Pour les articles homonymes, voir Trix.
Trix Records (Trix) est le label d'une compagnie de disque indépendante, fondée et possédée par Peter B. Lowry, actif de 1972 à 1980.

## Historique
Le label est créé en 1972 par le folkloriste et ethnomusicologue Peter B. Lowry,, à partir des enregistrements qu'il réalise sur le terrain depuis août 1970.
Actif jusqu'en 1980, le label propose principalement des artistes de Piedmont blues du Sud-Est des États-Unis, l'objet des recherches folkloriques de Peter B. Lowry, ainsi que l'anthologie Detroit After Hours, une sélection de pianistes de Détroit. La dernière production du label est réalisée par David « Honeyboy » Edwards en 1978, bien que Lowry continue d'enregistrer jusqu'en 1980 avec le duo de blues Cephas & Wiggins (en),. Les dix-huit masters LP sont ensuite vendus à Joe Fields de Muse Records. Le catalogue est revendu par Joe Fields à 32 Records (en) et, en 2003, il est racheté par Savoy Jazz.

## Artistes produits
Sa production, publiée sur disque 33 tours, comprend des artistes de blues tels que Eddie Kirkland, Peg Leg Sam, Frank Edwards, Henry Johnson, Willie Trice, Guitar Shorty, Robert Lockwood Jr., Pernell Charity, Tarheel Slim, Roy Dunn, Henry « Rufe » Johnson, Homesick James, Big Chief Ellis, Honeyboy Edwards, Baby Tate, Allen Bunn ainsi que les pianistes de Détroit Boogie Woogie Red, Chuck Smith, Emmett Lee Brooks, Carben Givens alias « Lamp », « Little Dickie » Rogers, Charlie Price, et James Barnes, plus l'artiste « folk » Dan DelSanto et l'artiste de jazz Maurice Reedus.